# Campionato europeo maschile under 17 di calcio 2017
Il campionato europeo di calcio Under-17 2017 è stata la 16ª edizione del torneo organizzato dalla UEFA.
La fase finale si disputa in Croazia dal 3 al 19 maggio 2017. Sono state ammesse alla fase finale 16 squadre, e al torneo hanno potuto partecipare solo i giocatori nati dopo il 1º gennaio 2000.

## Squadre qualificate
Al torneo si qualificavano 16 squadre di cui una qualificata d'ufficio poiché nazione ospitante.
| Squadra              | Metodo di qualificazione | Partecipazioni | Ultima partecipazione | Miglior risultato                            |
| -------------------- | ------------------------ | -------------- | --------------------- | -------------------------------------------- |
| Croazia              | Nazione ospitante        | 4              | 2015                  | Quarto posto (2005)                          |
| Germania             | Vincitore del gruppo 1   | 10             | 2016                  | Vincitore (2009)                             |
| Turchia              | Secondo posto gruppo 1   | 7              | 2014                  | Vincitore (2005)                             |
| Ungheria             | Vincitore gruppo 2       | 4              | 2006                  | Fase a gironi (2002, 2003, 2006)             |
| Norvegia             | Secondo posto gruppo 2   | 1              | —                     | Debutto                                      |
| Spagna               | Vincitore gruppo 3       | 11             | 2016                  | Vincitore (2007, 2008)                       |
| Scozia               | Vincitore gruppo 4       | 5              | 2016                  | Semifinalista (2014)                         |
| Serbia               | Secondo posto gruppo 4   | 6              | 2016                  | Quarter-finals (2002)                        |
| Paesi Bassi          | Vincitore gruppo 5       | 11             | 2016                  | Vincitore (2011, 2012)                       |
| Italia               | Secondo posto gruppo 5   | 7              | 2016                  | Secondo posto (2013)                         |
| Francia              | Vincitore gruppo 6       | 11             | 2016                  | Vincitore (2004, 2015)                       |
| Ucraina              | Secondo posto gruppo 6   | 6              | 2016                  | Fase a gironi (2002, 2004, 2007, 2013, 2016) |
| Inghilterra          | Vincitore del gruppo 7   | 11             | 2016                  | Vincitore (2010, 2014)                       |
| Bosnia ed Erzegovina | Secondo posto gruppo 7   | 2              | 2016                  | Fase a gironi (2016)                         |
| Irlanda              | Vincitore del gruppo 8   | 3              | 2015                  | Fase a gironi (2008, 2015)                   |
| Fær Øer              | Secondo posto gruppo 8   | 1              | —                     | Debutto                                      |

## Città e stadi
| Zagabria Velika Gorica Zaprešić Fiume Kostrena Varaždin | Varaždin                 | Velika Gorica         | Fiume                                |
| Zagabria Velika Gorica Zaprešić Fiume Kostrena Varaždin | Stadion Anđelko Herjavec | Stadion Radnik        | Stadion Rujevica                     |
| Zagabria Velika Gorica Zaprešić Fiume Kostrena Varaždin | Capacità: 9 099          | Capacità: 8 000       | Capacità: 6 134                      |
| Zagabria Velika Gorica Zaprešić Fiume Kostrena Varaždin |                          |                       |                                      |
| Zaprešić                                                | Kostrena                 | Zagabria              | Zagabria                             |
| Stadion ŠRC Zaprešić                                    | Stadion Žuknica          | Stadion Lučko (Lučko) | Stadion sv. Josipa Radnika (Sesvete) |
| Capacità: 5 228                                         | Capacità: 3 000          | Capacità: 1 500       | Capacità: 1 200                      |
|                                                         |                          |                       |                                      |

## Regolamento
Il torneo prevede 16 squadre partecipanti divise in 4 gironi all'italiana di 4 squadre ciascuno, che si affronteranno in partite da 80 minuti (due tempi da 40) più eventuale recupero. Le prime due classificate di ogni girone (determinate, nell'ordine, da: punti, scontri diretti, differenza-reti, reti segnate e sorteggio) accederanno alla fase ad eliminazione diretta, composta da quarti, semifinale e finale: in caso di pareggio, dopo i tempi regolamentari, si procederà a 5 tiri di rigore per squadra e, in caso di ulteriore pareggio, si continuerà con i tiri a oltranza.

## Fase a gironi

### Gruppo A

#### Classifica
| Pos. | Squadra | Pt | G | V | N | P | GF | GS | DR |
| ---- | ------- | -- | - | - | - | - | -- | -- | -- |
| 1.   | Spagna  | 7  | 3 | 2 | 1 | 0 | 7  | 4  | +3 |
| 2.   | Turchia | 6  | 3 | 2 | 0 | 1 | 8  | 5  | +3 |
| 3.   | Italia  | 3  | 3 | 1 | 0 | 2 | 3  | 5  | -2 |
| 4.   | Croazia | 1  | 3 | 0 | 1 | 2 | 2  | 6  | -4 |

| Arbitro: | Dominik Ouschan |

|                        |           |                                        |
| Güneş 5’ Karaahmet 11’ | Marcatori | 24’ S. Gómez 33’ (rig.) Ruiz 72’ Morey |

| Arbitro: | Fábio Veríssimo |

|  |           |          |
|  | Marcatori | 78’ Kean |

| Arbitro: | Nicolas Laforge |

|           |           |                                           |
| Marin 67’ | Marcatori | 18’ Karaahmet 49’ Gül 69’ Kabak 80’ Akgün |

| Arbitro: | Anastasios Papapetrou |

|                                   |           |                          |
| S. Gómez 36’ Ruiz 68’ (rig.), 80’ | Marcatori | 80+2’ Nicolussi Caviglia |

| Arbitro: | Mohammed Al-Hakim |

|              |           |            |
| Blanco 80+1’ | Marcatori | 56’ Čolina |

| Arbitro: | Jens Maae |

|              |           |                          |
| Pellegri 15’ | Marcatori | 5’ Karaahmet 74’ Babacan |

### Gruppo B

#### Classifica
| Pos. | Squadra  | Pt | G | V | N | P | GF | GS | DR  |
| ---- | -------- | -- | - | - | - | - | -- | -- | --- |
| 1.   | Ungheria | 7  | 3 | 2 | 1 | 0 | 8  | 3  | +5  |
| 2.   | Francia  | 6  | 3 | 2 | 0 | 1 | 11 | 4  | +7  |
| 3.   | Scozia   | 4  | 3 | 1 | 1 | 1 | 4  | 3  | +1  |
| 4.   | Fær Øer  | 0  | 3 | 0 | 0 | 3 | 0  | 13 | -13 |

| Arbitro: | Donatas Rumšas |

|                           |           |  |
| Cameron 65’ Aitchison 68’ | Marcatori |  |

| Arbitro: | Dimitrios Massiar |

|                             |           |                          |
| Csoboth 38’, 41’ Bencze 52’ | Marcatori | 36’, 80+4’ (rig.) Gouiri |

| Arbitro: | Jens Maae |

|                                                             |           |  |
| Gouiri 1’, 10’, 33’ Caqueret 4’, 46’ Picouleau 15’ Adli 54’ | Marcatori |  |

| Arbitro: | Mohammed Al-Hakim |

|            |           |             |
| Rudden 31’ | Marcatori | 51’ Szerető |

| Arbitro: | Nicolas Laforge |

|                 |           |            |
| Gouiri 35’, 80’ | Marcatori | 42’ Rudden |

| Arbitro: | Fran Jović |

|  |           |                                                       |
|  | Marcatori | 24’ Torvund 26’, 48’ Szoboszlai 29’ (aut.) Edmundsson |

### Gruppo C

#### Classifica
| Pos. | Squadra              | Pt | G | V | N | P | GF | GS | DR  |
| ---- | -------------------- | -- | - | - | - | - | -- | -- | --- |
| 1.   | Germania             | 9  | 3 | 3 | 0 | 0 | 15 | 1  | +14 |
| 2.   | Irlanda              | 3  | 3 | 1 | 0 | 2 | 2  | 9  | -7  |
| 3.   | Bosnia ed Erzegovina | 3  | 3 | 1 | 0 | 2 | 2  | 7  | -5  |
| 4.   | Serbia               | 3  | 3 | 1 | 0 | 2 | 2  | 4  | -2  |

| Arbitro: | Nicolas Laforge |

|                                     |           |  |
| Mai 2’ Keitel 16’ Arp 50’, 51’, 62’ | Marcatori |  |

| Arbitro: | Anastasios Papapetrou |

|            |           |  |
| Gavrić 72’ | Marcatori |  |

| Arbitro: | Dominik Ouschan |

|                                                 |           |                      |
| Abouchabaka 7’ (rig.) Yeboah 39’ Majetschak 61’ | Marcatori | 7’ (rig.) Stuparević |

| Arbitro: | Fábio Veríssimo |

|                           |           |              |
| Roache 7’ Idah 29’ (rig.) | Marcatori | 13’ Vještica |

| Arbitro: | Fábio Veríssimo |

|  |           |                                                                                    |
|  | Marcatori | 7’ (rig.) Abouchabaka 15’, 45’, 49’ Arp 21’ (aut.) O'Connor 73’ Awuku 76’ Hottmann |

| Arbitro: | Donatas Rumšas |

|              |           |  |
| Imamović 80’ | Marcatori |  |

### Gruppo D

#### Classifica
| Pos. | Squadra     | Pt | G | V | N | P | GF | GS | DR |
| ---- | ----------- | -- | - | - | - | - | -- | -- | -- |
| 1.   | Inghilterra | 9  | 3 | 3 | 0 | 0 | 10 | 1  | +9 |
| 2.   | Paesi Bassi | 4  | 3 | 1 | 1 | 1 | 3  | 5  | -2 |
| 3.   | Ucraina     | 3  | 3 | 1 | 0 | 2 | 2  | 5  | -3 |
| 4.   | Norvegia    | 1  | 3 | 0 | 1 | 2 | 3  | 7  | -4 |

| Arbitro: | Jens Maae |

|                    |           |  |
| El Bouchataoui 61’ | Marcatori |  |

| Arbitro: | Mohammed Al-Hakim |

|                 |           |                             |
| Guehi 8’ (aut.) | Marcatori | 10’, 35’ Brewster 78’ Foden |

| Arbitro: | Dimitrios Massiar |

|                                                  |           |  |
| McEachran 20’ Brewster 32’ Sancho 36’ Barlow 69’ | Marcatori |  |

| Arbitro: | Donatas Rumšas |

|                                           |           |                         |
| Aboukhlal 11’ El Bouchataoui 80+2’ (rig.) | Marcatori | 49’ Larsen 55’ Stenevik |

| Arbitro: | Anastasios Papapetrou |

|                                        |           |  |
| Sancho 23’, 48’ (rig.) Hudson-Odoi 80’ | Marcatori |  |

| Arbitro: | Dominik Ouschan |

|                         |           |  |
| Kaščuk 78’ Kholod 80+1’ | Marcatori |  |

## Fase ad eliminazione diretta
|  | Quarti di finale | Quarti di finale | Quarti di finale |             |         | Semifinali | Semifinali | Semifinali |  |  | Finale | Finale | Finale |  |
|  |                  |                  |                  |             |         |            |            |            |  |  |        |        |        |  |
|  | 1A. Spagna       | 1A. Spagna       | 3                |             |         |            |            |            |  |  |        |        |        |  |
|  | 1A. Spagna       | 1A. Spagna       | 3                |             |         |            |            |            |  |  |        |        |        |  |
|  | 2B. Francia      | 2B. Francia      | 1                |             |         |            |            |            |  |  |        |        |        |  |
|  | 2B. Francia      | 2B. Francia      | 1                |             | Spagna  | Spagna     | 0 (4)      |            |  |  |        |        |        |  |
|  |                  |                  |                  |             | Spagna  | Spagna     | 0 (4)      |            |  |  |        |        |        |  |
|  |                  |                  | Germania         | Germania    | 0 (2)   |            |            |            |  |  |        |        |        |  |
|  | 1C. Germania     | 1C. Germania     | Germania         | Germania    | 0 (2)   | 2          |            |            |  |  |        |        |        |  |
|  | 1C. Germania     | 1C. Germania     |                  |             |         |            |            |            |  |  |        |        |        |  |
|  | 2D. Paesi Bassi  | 2D. Paesi Bassi  | 1                |             |         |            |            |            |  |  |        |        |        |  |
|  | 2D. Paesi Bassi  | 2D. Paesi Bassi  | 1                |             | Spagna  | Spagna     | 2 (4)      |            |  |  |        |        |        |  |
|  |                  |                  |                  |             |         |            |            |            |  |  |        |        |        |  |
|  |                  |                  | Inghilterra      | Inghilterra | 2 (1)   |            |            |            |  |  |        |        |        |  |
|  | 1B. Ungheria     | 1B. Ungheria     | Inghilterra      | Inghilterra | 2 (1)   | 0          |            |            |  |  |        |        |        |  |
|  | 1B. Ungheria     | 1B. Ungheria     |                  |             |         |            |            |            |  |  |        |        |        |  |
|  | 2A. Turchia      | 2A. Turchia      | 1                |             |         |            |            |            |  |  |        |        |        |  |
|  | 2A. Turchia      | 2A. Turchia      | 1                |             | Turchia | Turchia    | 1          |            |  |  |        |        |        |  |
|  |                  |                  |                  |             | Turchia | Turchia    | 1          |            |  |  |        |        |        |  |
|  |                  |                  | Inghilterra      | Inghilterra | 2       |            |            |            |  |  |        |        |        |  |
|  | 1D. Inghilterra  | 1D. Inghilterra  | Inghilterra      | Inghilterra | 2       | 1          |            |            |  |  |        |        |        |  |
|  | 1D. Inghilterra  | 1D. Inghilterra  |                  |             |         |            |            |            |  |  |        |        |        |  |
|  | 2C. Irlanda      | 2C. Irlanda      | 0                |             |         |            |            |            |  |  |        |        |        |  |

### Quarti di finale
| Arbitro: | Donatas Rumšas |

|  |           |                   |
|  | Marcatori | 20’ (aut.) Csonka |

| Arbitro: | Fran Jović |

|                                        |           |           |
| Morey 17’ Ruiz 68’ (rig.) S. Gómez 56’ | Marcatori | 9’ Gouiri |

| Arbitro: | Nicolas Laforge |

|            |           |  |
| Sancho 13’ | Marcatori |  |

| Arbitro: | Mohammed Al-Hakim |

|                         |           |                 |
| Abouchabaka 66’ Arp 79’ | Marcatori | 40+1’ Aboukhlal |

### Playoff delle quarte-finaliste sconfitte
Le due migliori squadre quarte-finaliste sconfitte disputano una partita di spareggio per l'accesso al Campionato mondiale di calcio Under-17 2017. Il loro ranking viene stabilito come segue:
1. Maggior numero di punti nel girone
2. Miglior differenza reti nel girone
3. Migliore differenza reti negli scontri ad eliminazione diretta dei quarti
4. Numero di punti disciplinari nel girone e nei quarti
5. Maggior numero di punti nel girone di qualificazione all'europeo

| Pos. | Squadra     | Pt | G | V | N | P | GF | GS | DR |
| ---- | ----------- | -- | - | - | - | - | -- | -- | -- |
| 1.   | Ungheria    | 7  | 3 | 2 | 1 | 0 | 8  | 3  | +5 |
| 2.   | Francia     | 6  | 3 | 2 | 0 | 1 | 11 | 4  | +7 |
| 3.   | Paesi Bassi | 4  | 3 | 1 | 1 | 1 | 3  | 5  | -2 |
| 4.   | Irlanda     | 3  | 3 | 1 | 0 | 2 | 2  | 9  | -7 |

| Arbitro: | Anastasios Papapetrou |

|  |           |            |
|  | Marcatori | 26’ Gouiri |

La Francia si qualifica per il Campionato mondiale di calcio Under-17 2017.

### Semifinali
| Arbitro: | Fábio Veríssimo |

|               |           |                            |
| Kesgin 40+13’ | Marcatori | 11’ Hudson-Odoi 37’ Sancho |

| Arbitro: | Dominik Ouschan |

|                                        |                      |                           |
| Ruiz Morey Segovia V. García Guillamón | Tiri di rigore 4 – 2 | Majetschak Arp Mai Keitel |

### Finale
| Arbitro: | Jens Maae |

|                               |                      |                               |
| Morey 38’ Díaz 90+6’          | Marcatori            | 18’ Hudson-Odoi 58’ Foden     |
| Ruiz Morey S. Gómez V. García | Tiri di rigore 4 – 1 | Barlow Brewster Latibeaudiere |

## Classifica marcatori
9 reti
- Amine Gouiri (1 rig.)

7 reti
- Jann-Fiete Arp

5 reti
- Jadon Sancho (1 rig.)

4 reti
- Abel Ruiz (3 rig.)

3 reti
- Elias Abouchabaka (1 rig.)
- Malik Karaahmet
- Sergio Gómez
- Mateu Morey
- Rhian Brewster
- Callum Hudson-Odoi

2 reti
- Maxence Caqueret
- Dominik Szoboszlai
- Kevin Csoboth
- Zak Rudden
- Achraf El Bouchataoui (1 rig.)
- Zakaria Aboukhlal
- Phil Foden

1 rete
- David Čolina
- Antonio Marin
- Yannik Keitel
- Lars Lukas Mai
- Noah Awuku
- Eric Hottmann
- Erik Majetschak
- John Yeboah
- Innes Cameron
- Jack Aitchison
- Antonio Blanco
- Ignacio Díaz Barragán
- Hans Nicolussi Caviglia
- Moise Kean
- Pietro Pellegri

- Artem Kholod
- Oleksij Kaščuk
- Jørgen Larsen
- Halldor Stenevik
- Željko Gavrić
- Filip Stuparević (1 rig.)
- Armin Imamović
- Nemanja Vještica
- Rowan Roache
- Adam Idah (1 rig.)
- Alexander Torvund
- Krisztofer Szerető
- Márk Bencze
- Mathis Picouleau

- Yacine Adli
- Yunus Akgün
- Atalay Babacan
- Recep Gül
- Umut Güneş
- Ozan Kabak
- Kerem Kesgin
- George McEachran
- Aidan Barlow

Autoreti
- Marc Guéhi (1 pro  Norvegia)
- Andrias Edmundsson (1 pro  Ungheria)
- Lee O'Connor (1 pro  Germania)
- András Csonka (1 pro  Turchia)